# Pictichromis porphyrea
Pictichromis porphyrea är en fiskart som först beskrevs av Lubbock och Goldman, 1974.  Pictichromis porphyrea ingår i släktet Pictichromis och familjen Pseudochromidae. Inga underarter finns listade i Catalogue of Life.